# Col de Portech
Ne doit pas être confondu avec Col de Portel ou Col du Portel.
Le col de Portech, s'élevant à 868 m mais souvent indiqué à 862 m, est un col routier des Pyrénées dans le département de l'Ariège, entre les communes de Moulis et d'Alos, au sud de Saint-Girons.

## Accès
Le col se situe sur la route départementale 137, route touristique au cœur de la région du Couserans et au sud-ouest de la montagne de Sourroque, permettant de relier les vallées du Lez et du Salat sans devoir passer par Saint-Girons. On y accède plutôt depuis Moulis en allant au sud-est en direction d'Alos où se termine la D137 au profit de la D37 qui offre alors la possibilité de rejoindre Lacourt ou Seix.

## Topographie
La montée depuis Moulis est longue de 8,8 km avec un dénivelé de 433 m et une pente moyenne de 4,9 %.
La montée depuis les gorges de la Ribaute, sur la commune de Lacourt à partir de la centrale électrique (D37), puis Alos est longue de 8,2 km avec un dénivelé de 429 m et une pente moyenne de 5,2 %.

## Activités
Le col est apprécié des cyclistes et dessert des exploitations agricoles et forestières. C'est un point de départ pour des randonnées présentées sur un panneau d'information.
Une aire de pique-nique non ombragée y a été sommairement aménagée.